# Idiocera (Idiocera) bradleyi
Idiocera (Idiocera) bradleyi is een tweevleugelige uit de familie steltmuggen (Limoniidae). De soort komt voor in het Palearctisch gebied.